# هئو گوانگ
هئو گوانگ با نام محترم زیمنگ یک سیاستمدار در هان غربی بود وی یک نمونه نادر از مقام بشدت قدرتمندی بود که برای منافع دولت نه غضب کردن تاج و تخت امپراتورها را به راحتی کنار می زد و قدرتش اقتدار امپراتورها را تحت الشعاع قرار می داد. او همچنین نمونه نادر از مقام قدرتمند بود که همه قدرت‌های اداره کل امپراتوری را به طور برابر با امپراتورها داشت. وی از تاریخ ۸۷ پیش از میلاد (آغاز حکمرانی امپراتور ژائو) تا تاریخ مرگش یعنی ۶۸ پیش از میلاد به عنوان نایب السلطنه به صورت دفاکتو به تنهایی بر امپراتوری هان حاکمیت می‌کرد و قدرت کامل را کنترل می کرد.